# David Casa
David Casa (ur. 16 listopada 1968 w Valletcie) – maltański polityk i urzędnik państwowy, poseł do Parlamentu Europejskiego VI, VII, VIII, IX i X kadencji.

## Życiorys
Początkowo zaangażowany w działalność związkową w ramach CMTU, konfederacji maltańskich związków zawodowych. Pracował w instytucji finansowej Bank of Valletta, najstarszym i największym banku na Malcie. W 1987 został członkiem komitetu wykonawczego Union of Bankers. Od 1990 zatrudniony w administracji rządowej, blisko współpracował z późniejszym prezydentem Guido de Marco, będąc jego osobistym asystentem i doradcą, gdy ten pełnił funkcje ministra spraw zagranicznych i wicepremiera. W 2001 założył ruch Yes to Europe Movement, który prowadził szeroką kampanię mającą na celu zachęcanie do poparcia członkostwa Malty w Unii Europejskiej w referendum przedakcesyjnym. Prowadził też programy publicystyczne w stacji radiowej Radio 101 poświęconej problematyce Unii Europejskiej. Był koordynatorem do spraw europejskich w Ministerstwie Spraw Zagranicznych.
W 2004 uzyskał mandat deputowanego do Parlamentu Europejskiego VI kadencji z listy Partii Narodowej. W wyborach w 2009, 2014, 2019 i 2024 skutecznie ubiegał się o reelekcję. W PE dołączył do grupy Europejskiej Partii Ludowej.